# Dichagyris devota
Dichagyris devota är en fjärilsart som beskrevs av Hugo Theodor Christoph 1884. Dichagyris devota ingår i släktet Dichagyris och familjen nattflyn. Inga underarter finns listade i Catalogue of Life.